# Воронов, Павел Алексеевич
Павел Алексеевич Воронов (29 ноября (11 декабря) 1812) — 11 (23) июня 1894) русский генерал от артиллерии, участник Крымской войны. Комендант Динабургской крепости.

## Биография
По окончании Павловского кадетского корпуса 20 августа 1829 года произведен в чин прапорщика. В 1830—1831 годах участвовал в военных действиях в Польше и за отличие был награждён орденом Св. Анны IV степени с надписью «За храбрость». В 1839 году награждён единовременно 500 руб. ассигнациями, в 1844 году орденом Святого Владимира IV степени, а в 1848 году орденом Святой Анны II степени (императорская корона к ордену пожалована в 1849 году). В 1849 году участвовал в Венгерском походе и за отличия в делах против венгров был награждён золотой саблей с надписью «За храбрость», австрийским орденом Леопольда кавалерского креста и серебряной медалью за усмирение Венгрии и Трансильвании. В 1851 году награждён единовременно 215 руб. серебром. 1 февраля 1852 года, будучи в чине капитана, «за 25-летнюю службу в офицерских чинах» награждён орденом Святого Георгия IV степени. В 1853 году пожалован полугодовым по усиленному окладу жалованием. Участник Крымской (Восточной) войны 1853—1856 годов. Награждён серебряной медалью за защиту Севастополя в 1855 году и бронзовой медалью в память Восточной войны 1853—1856 годов на Андреевской ленте.
1 декабря 1855 года произведён в генерал-майоры. В 1858 году награждён орденом Святого Станислава I степени. В 1860 году награждён прусским орденом Красного орла II класса.
11 ноября 1863 года произведён в генерал-лейтенанты. В 1866 году награждён орденом Святой Анны I степени с мечами.
8 октября 1866 года назначен комендантом Динабургской крепости. В 1875 году награждён орденом Белого орла. В 1879 году награждён орденом Святого Александра Невского. 30 августа 1882 года произведён в чин генерала от артиллерии. В 1884 году награждён знаком отличия «L лет беспорочной службы». На 1894 год состоял членом Александровского комитета о раненых и числился по полевой пешей артиллерии. Умер 11 июня 1894 года, похоронен на петербургском Новодевичьем кладбище.